# Konstadinos Douvalidis
Konstadinos o Konstantinos Douvalidis Ricks, detto Kostas (in greco Κωνσταντίνος Δουβαλίδης?; Drama, 10 marzo 1987), è un ostacolista greco.
Figlio di madre greca e padre afroamericano di Atlanta, partecipa al primo evento internazionale nel 2003 ai Mondiali allievi senza però arrivare al traguardo nel corso della finale. Ha preso parte a quattro edizioni consecutive dei Giochi olimpici a partire da Pechino 2008.

## Palmarès
| Anno | Manifestazione              | Sede           | Evento   | Risultato  | Prestazione | Note                                     |
| ---- | --------------------------- | -------------- | -------- | ---------- | ----------- | ---------------------------------------- |
| 2003 | Mondiali allievi            | Sherbrooke     | 110 m hs | Finale     | dnf         |                                          |
| 2005 | Europei juniores            | Kaunas         | 110 m hs | Argento    | 13"99       |                                          |
| 2006 | Mondiali juniores           | Pechino        | 110 m hs | Bronzo     | 13"39       |                                          |
| 2007 | Europei under 23            | Debrecen       | 110 m hs | Oro        | 13"49       |                                          |
| 2007 | Europei under 23            | Debrecen       | 4×100 m  | 5º         | 40"41       | [ 1 ]                                    |
| 2007 | Mondiali                    | Osaka          | 110 m hs | Batteria   | 13"74       |                                          |
| 2008 | Giochi olimpici             | Pechino        | 110 m hs | Semifinale | 13"55       |                                          |
| 2009 | Europei indoor              | Torino         | 60 m hs  | Semifinale | 7"82        |                                          |
| 2010 | Europei                     | Barcellona     | 110 m hs | Batteria   | 13"80       |                                          |
| 2011 | Campionati balcanici        | Sliven         | 110 m hs | Oro        | 13"64       |                                          |
| 2011 | Mondiali                    | Taegu          | 110 m hs | Batteria   | 13"59       |                                          |
| 2012 | Campionati balcanici indoor | Istanbul       | 60 m hs  | Oro        | 7"82        |                                          |
| 2012 | Mondiali indoor             | Istanbul       | 60 m hs  | Batteria   | 7"83        |                                          |
| 2012 | Europei                     | Helsinki       | 110 m hs | 8º         | 13"59       |                                          |
| 2012 | Giochi olimpici             | Londra         | 110 m hs | Semifinale | 13"77       |                                          |
| 2013 | Campionati balcanici indoor | Istanbul       | 60 m hs  | Oro        | 7"80        |                                          |
| 2013 | Europei indoor              | Göteborg       | 60 m hs  | 7º         | 7"64        |                                          |
| 2013 | Giochi del Mediterraneo     | Mersin         | 110 m hs | Oro        | 13"45       |                                          |
| 2013 | Campionati balcanici        | Stara Zagora   | 110 m hs | Oro        | 13"44       |                                          |
| 2013 | Mondiali                    | Mosca          | 110 m hs | Batteria   | 13"55       |                                          |
| 2014 | Campionati balcanici indoor | Istanbul       | 60 m hs  | Oro        | 7"80        |                                          |
| 2014 | Mondiali indoor             | Sopot          | 60 m hs  | Batteria   | 7"62        |                                          |
| 2014 | Europei                     | Zurigo         | 110 m hs | Semifinale | 13"56       |                                          |
| 2015 | Europei indoor              | Praga          | 60 m hs  | 6º         | 7"64        |                                          |
| 2015 | Mondiali                    | Pechino        | 110 m hs | Semifinale | 13"79       |                                          |
| 2016 | Mondiali indoor             | Portland       | 60 m hs  | Semifinale | 7"79        |                                          |
| 2016 | Europei                     | Amsterdam      | 110 m hs | Semifinale | 13"50       |                                          |
| 2016 | Giochi olimpici             | Rio de Janeiro | 110 m hs | Semifinale | 13"47       |                                          |
| 2017 | Campionati balcanici indoor | Belgrado       | 60 m hs  | 2º         | 7"80        |                                          |
| 2017 | Mondiali                    | Londra         | 110 m hs | Batteria   | 13"62       |                                          |
| 2018 | Mondiali indoor             | Birmingham     | 60 m hs  | Semifinale | 47"14       |                                          |
| 2018 | Giochi del Mediterraneo     | Tarragona      | 110 m hs | Bronzo     | 13"67       |                                          |
| 2018 | Campionati balcanici        | Stara Zagora   | 110 m hs | 1º         | 13"63       |                                          |
| 2018 | Campionati balcanici        | Stara Zagora   | 4×100 m  | Argento    | 39"81       |                                          |
| 2018 | Europei                     | Berlino        | 110 m hs | Semifinale | 13"56       |                                          |
| 2019 | Europei indoor              | Glasgow        | 60 m hs  | 5º         | 7"65        | Miglior prestazione personale stagionale |
| 2019 | Giochi europei              | Minsk          | 110 m hs | Argento    | 13"46       |                                          |
| 2019 | Mondiali                    | Doha           | 110 m hs | Semifinale | 13"54       |                                          |
| 2021 | Giochi olimpici             | Tokyo          | 110 m hs | Batteria   | 13"63       |                                          |
| 2022 | Mondiali indoor             | Belgrado       | 60 m hs  | Batteria   | 7"77        | Miglior prestazione personale stagionale |
| 2023 | Europei indoor              | Istanbul       | 60 m hs  | Batteria   | 7"82        | Miglior prestazione personale stagionale |
| 2024 | Mondiali indoor             | Glasgow        | 60 m hs  | Batteria   | 7"79        |                                          |
| 2024 | Europei                     | Roma           | 110 m hs | Batteria   | 14"04       |                                          |